# Amalda edithae
Amalda edithae is een slakkensoort uit de familie van de Ancillariidae. De wetenschappelijke naam van de soort is voor het eerst geldig gepubliceerd in 1899 door Pritchard & Gatliff.

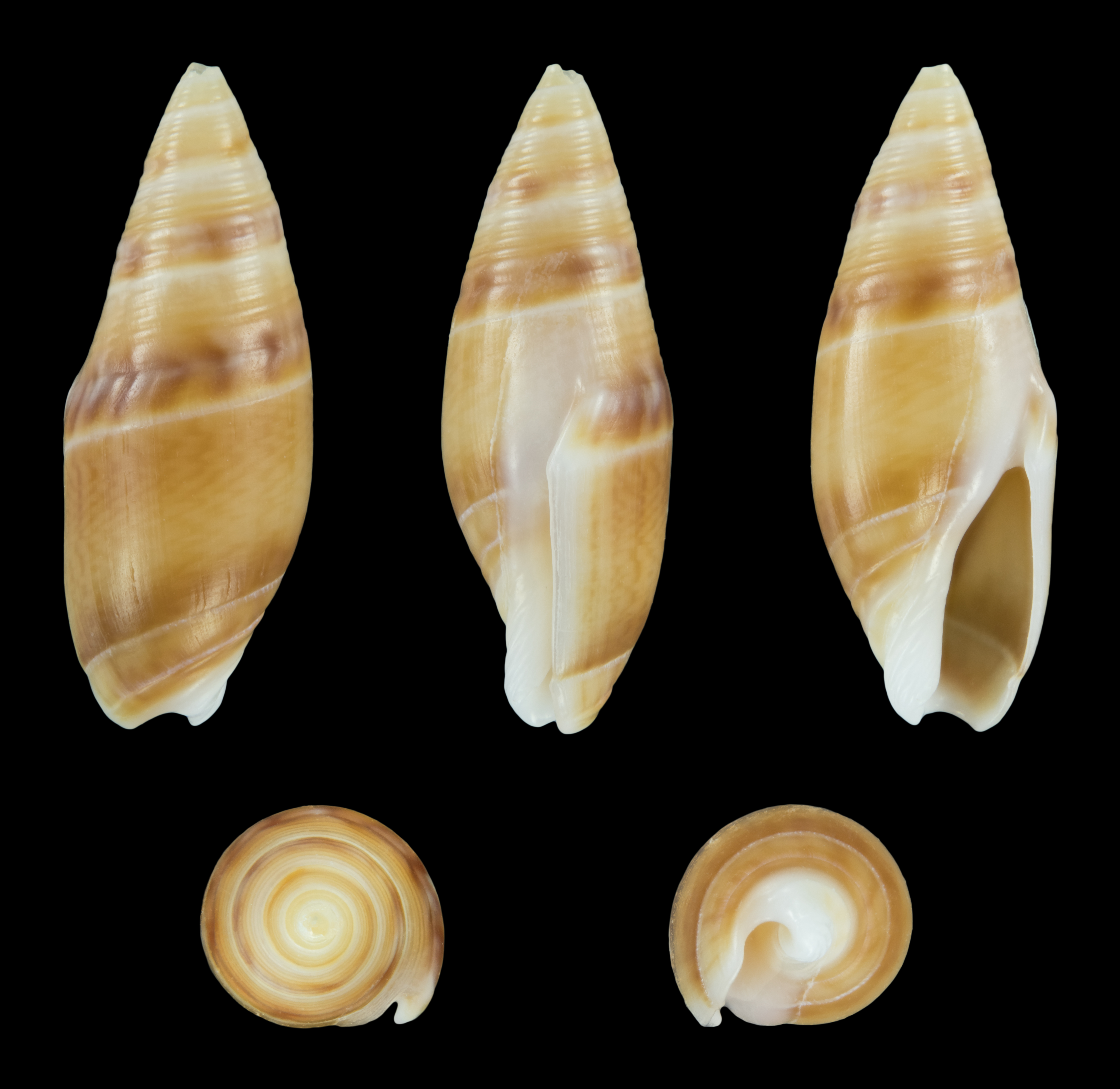
Donkere vorm